# Tomosvaryella
Tomosvaryella is een geslacht van vliegen uit de familie van de oogkopvliegen (Pipunculidae). De wetenschappelijke naam is voor het eerst geldig gepubliceerd in 1939 door de Hongaars-Argentijnse entomoloog Márton (Martín) László (Ladislao) Aczél.
Het zijn kleine, donkere vliegen met een lichaamslengte van 1 tot 4 mm. In het larvestadium zijn deze insecten endoparasitoïden van dwergcicaden (Auchenorrhyncha).
Het is een kosmopolitisch geslacht, met rond de 280 beschreven soorten, waarvan 95 in het Palearctisch gebied zijn aangetroffen en een dertigtal in Europa.